# Ithyphallic
Ithyphallic é o quinto álbum de estúdio da banda estadunidense de death metal Nile, lançado em 17 de julho de 2007 pelo selo Nuclear Blast, nos formatos tradicional e digipak. É o primeiro álbum da banda pelo selo, desde a contratação em 2006. Também é o primeiro álbum desde Amongst the Catacombs of Nephren-Ka que não tem no encarte explicações sobre as letras das músicas. Uma tiragem limitada de 1000 unidades foi lançada numa caixa em formato de pirâmide contendo o disco, várias imagens, um certificado e o conteúdo do encarte. 
A arte da capa do álbum traz uma estátua do deus egípcio da fertilidade, Min, sendo erguida por escravos. O termo "Ithyphallic" é uma referência aos deuses da fertilidade, que sempre são representados com um pênis ereto.

## Faixas
Todas as letras escritas por Karl Sanders.
| N.º            | Título                                                                                               | Música                       | Duração |  |
| 1.             | "What Can Be Safely Written"                                                                         | George Kollias, Sanders      | 8:15    |  |
| 2.             | "As He Creates So He Destroys"                                                                       | Kollias, Dallas Toler-Wade   | 4:36    |  |
| 3.             | "Ithyphallic"                                                                                        | Kollias, Sanders             | 4:40    |  |
| 4.             | "Papyrus Containing the Spell to Preserve Its Possessor Against Attacks from He Who Is in the Water" | Kollias, Sanders             | 2:57    |  |
| 5.             | "Eat of the Dead"                                                                                    | Kollias, Sanders             | 6:29    |  |
| 6.             | "Laying Fire Upon Apep"                                                                              | Kollias, Sanders             | 3:25    |  |
| 7.             | "The Essential Salts"                                                                                | Kollias, Toler-Wade          | 3:51    |  |
| 8.             | "The Infinity of Stone"                                                                              | Sanders                      | 2:04    |  |
| 9.             | "The Language of the Shadows"                                                                        | Kollias, Sanders, Toler-Wade | 3:30    |  |
| 10.            | "Even the Gods Must Die"                                                                             | Kollias, Sanders, Toler-Wade | 10:01   |  |
| Duração total: | Duração total:                                                                                       | Duração total:               | 49:48   |  |

| Bônus da edição digipak | |                     |         |  |
| N.º                     | Título | Música              | Duração |  |
| 11.                     | "As He Creates, So He Destroys" (instrumental)                                                                      | Kollias, Toler-Wade | 4:50    |  |
| 12.                     | "Papyrus Containing the Spell to Preserve Its Possessor Against Attacks from He Who Is in the Water" (instrumental) | Kollias, Sanders    | 2:56    |  |
| Duração total:          | Duração total: | Duração total:      | 57:34   |  |

## Formação
- Karl Sanders – guitarra, voz, baglama, saz, teclado
- Dallas Toler-Wade – baixo, guitarra, voz
- George Kollias – bateria
- Chris Lollis – vocais adicionais

## Desempenho nas paradas
| Parada musical (2007)                      | Posição |
| ------------------------------------------ | ------- |
| Alemanha (Offizielle Deutsche Charts)      | 76      |
| França (SNEP)                              | 113     |
| Países Baixos (Dutch Charts)               | 97      |
| Finlândia (Suomen virallinen lista)        | 13      |
| Estados Unidos (Billboard Top Heatseekers) | 4       |
| Estados Unidos (Billboard 200)             | 162     |